# Webb Franklin

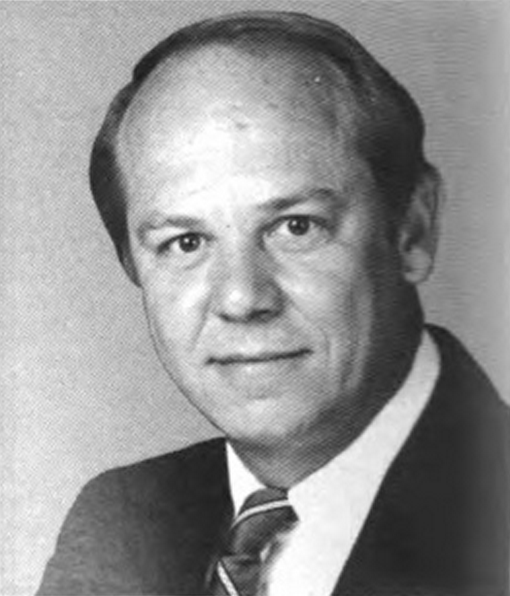
Webb Franklin (1983)

William Webster „Webb“ Franklin (* 13. Dezember 1941 in Greenwood, Mississippi) ist  ein US-amerikanischer Politiker. Zwischen 1983 und 1987 vertrat er den zweiten Wahlbezirk des Bundesstaates Mississippi im US-Repräsentantenhaus.

## Werdegang
Webb Franklin besuchte die Greenwood High School und danach bis 1963 die Mississippi State University in Starkville. Schließlich studierte er noch an der University of Mississippi in Oxford Jura. Im Jahr 1966 wurde er von der Anwaltskammer als Rechtsanwalt zugelassen. Bis 1970 war er Militärjurist der US Army. Nach dem Ende seiner Militärzeit praktizierte Franklin von 1970 bis 1972 als privater Rechtsanwalt, ehe er Bezirksstaatsanwalt im vierten Gerichtsbezirk von Mississippi wurde. Dieses Amt hatte er von 1972 bis 1978 inne. Von 1978 bis 1982 war er im selben Bezirk Richter.
Politisch wurde Franklin Mitglied der Republikanischen Partei. Bei den Kongresswahlen des Jahres 1982 wurde er in das US-Repräsentantenhaus in Washington, D.C. gewählt, wo er am 3. Januar 1983 die Nachfolge des Demokraten David R. Bowen antrat. Damit war er der erste in diesem Distrikt gewählte Republikaner, seit Elza Jeffords 1885 aus dem Kongress ausgeschieden war. Nach einer Wiederwahl im Jahr 1984 konnte Franklin sein Mandat bis zum 3. Januar 1987 ausüben. Bei den Wahlen des Jahres 1986 unterlag er Mike Espy. Seit dem Ende seiner Zeit im Kongress arbeitet Franklin wieder als Rechtsanwalt. Er lebt heute wieder in seinem Geburtsort Greenwood.